# Nyctimystes foricula
Nyctimystes foricula es una rana de árbol de la familia Pelodryadidae de la isla de Nueva Guinea.
El macho adulto mide 4.0 cm de largo y la hembra 5.0 cm. Es verde brillante y a veces tiene marcas blancas. Su vientre es blanco o amarillo. Las venas en sus ojos son de color dorado. Vive en bosques cerca de pequeños arroyos de curso rápido. Los científicos la encontraron entre 1000 y 2000 metros sobre el nivel del mar.